# زنگ‌ها برای که به صدا در می‌آیند (فیلم)
زنگ‌ها برای که به صدا در می‌آیند (انگلیسی: For Whom the Bell Tolls) فیلمی در ژانر جنگی، رمانتیک و درام به کارگردانی سم وود است که در سال ۱۹۴۳ منتشر شد. نمایشنامه این فیلم از روی رمانی با همین نام (زنگ‌ها برای که به صدا درمی‌آیند) اثر ارنست همینگوی برداشت شده است.

## خلاصه داستان
در دوران جنگهای داخلی اسپانیا یک متحد آمریکایی که به جمهوری خواهان کمک می‌کند، در مأموریتی برای منفجر کردن یک پل مهم وارد رابطه‌ای عاشقانه می‌شود و..

## جوایز
این فیلم برنده جایزه اسکار بهترین بازیگر نقش مکمل زن و کاندیدای ۸ اسکار دیگر (کاندیدای اسکار بهترین موسیقی-کاندیدای اسکار بهترین تدوین
-کاندیدای اسکار بهترین طراحی هنری-کاندیدای اسکار بهترین فیلمبرداری-کاندیدای اسکار بهترین بازیگر نقش مکمل مرد-کاندیدای اسکار بهترین بازیگر نقش اول زن-کاندیدای اسکار بهترین بازیگر نقش اول مرد-کاندیدای اسکار بهترین فیلم) در سال ۱۹۴۳ شده‌است.

## بازیگران
- گری کوپر
- اینگرید برگمن
- آکیم تامیروف
- کتینا پاکسینو
- ایوان دکارلو
- دانکن رنالدو
- ویلیام ادموندز